# Edwards megye (Kansas)
Edwards megye az Amerikai Egyesült Államokban, azon belül Kansas államban található. Megyeszékhelye és legnagyobb városa Kinsley. Lakosainak száma 2907 fő (2020. április 1.). Edwards megye Pawnee, Kiowa, Stafford, Pratt, Ford és Hodgeman megyékkel határos.

## Népesség
A megye népességének változása:
| Lakosok száma | 3049 | 3016 | 2972 | 2945 | 2968 | 2907 |
|               | 2010 | 2011 | 2012 | 2013 | 2015 | 2020 |